# Планте, Гастон
Раймо́н Луи́ Гасто́н Планте́ (1834—1889) — французский физик.
С 1854 г. препаратор в Conservatoire national des arts et métiers, a с 1860 г. профессор физики в Association Polytechnique в Париже. Работы его по электричеству печатались, главным образом, в «Comptes rendus».
В 1859—1860 гг. изобрёл первый свинцовый аккумулятор.
Кроме того, известен как первооткрыватель останков вымерших европейских гасторнисов, названных в его честь.

## Память
В 1979 г. Международный астрономический союз присвоил имя Гастона Планте кратеру на обратной стороне Луны.